# St. Paul (Virgínia)
St. Paul és una població dels Estats Units a l'estat de Virgínia. Segons el cens del 2000 tenia 1.000 habitants.

## Demografia
Segons el cens del 2000, St. Paul tenia 1.000 habitants, 464 habitatges, i 302 famílies. La densitat de població era de 394 habitants per km².
Dels 464 habitatges en un 28,7% hi vivien nens de menys de 18 anys, en un 48,5% hi vivien parelles casades, en un 12,3% dones solteres, i en un 34,9% no eren unitats familiars. En el 33,4% dels habitatges hi vivien persones soles el 17,7% de les quals corresponia a persones de 65 anys o més que vivien soles. El nombre mitjà de persones vivint en cada habitatge era de 2,16 i el nombre mitjà de persones que vivien en cada família era de 2,72.
Per edats la població es repartia de la següent manera: un 21,6% tenia menys de 18 anys, un 9,7% entre 18 i 24, un 24,1% entre 25 i 44, un 25% de 45 a 60 i un 19,6% 65 anys o més.
L'edat mediana era de 42 anys. Per cada 100 dones de 18 o més anys hi havia 81,1 homes.
La renda mediana per habitatge era de 24.833 $ i la renda mediana per família de 39.125 $. Els homes tenien una renda mediana de 31.563 $ mentre que les dones 25.313 $. La renda per capita de la població era de 17.735 $. Entorn del 15,1% de les famílies i el 19,3% de la població estaven per davall del llindar de pobresa.